# DDR-Oberliga 1988-1989
La DDR-Oberliga 1988-1989 è stata la 42ª edizione della massima serie del campionato tedesco orientale di calcio, disputato tra il 13 agosto 1988 e il 3 giugno 1989 e concluso con la vittoria del Dinamo Dresda, al suo settimo titolo. 
Capocannoniere del torneo è stato Torsten Gütschow (Dinamo Dresda) con 17 reti.

## Stagione

### Avvenimenti
Dall'enorme gruppo che, inizialmente, si era formato in vetta al campionato, alla quinta giornata emerse la Dinamo Dresda che, di lì fino alla fine del girone di andata, vinse tutte le gare in programma e arrivò al giro di boa con otto punti di vantaggio sul Lokomotive Lipsia. Nonostante cinque pareggi consecutivi nelle prime gare del girone di ritorno, la Dinamo Dresda gestì il proprio vantaggio e ottenne il suo sesto titolo nazionale con tre gare di anticipo.
Immediatamente dietro si classificò la BFC Dynamo che pose fine alla striscia di dieci titoli nazionali consecutivi, ma vinse la coppa nazionale lasciando al Hansa Rostock il proprio posto in zona UEFA. I verdetti in zona retrocessione arrivarono con due gare di anticipo, e videro declassate il Sachsenring Zwickau e l'Union Berlino.

### Squadra campione

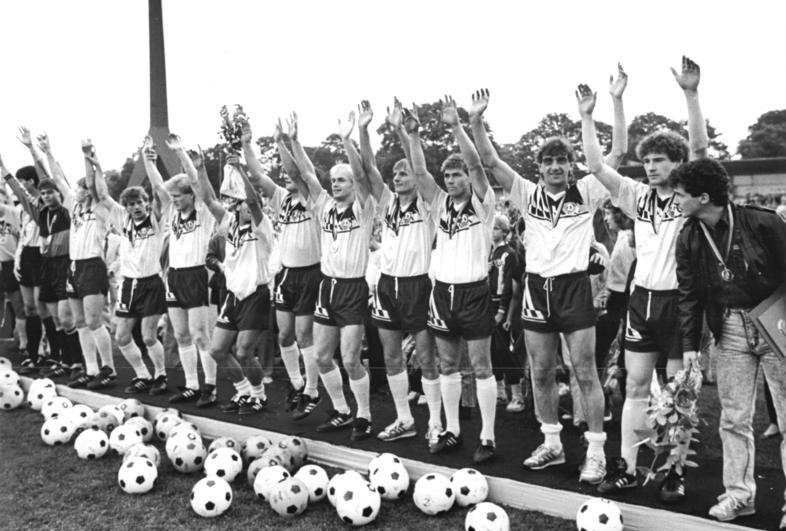
I giocatori della Dinamo Dresda festeggiano la vittoria del loro settimo titolo.

## Squadre partecipanti
| Club                | Stagione | Città                   | Stadio                          | Stagione precedente         |
| ------------------- | -------- | ----------------------- | ------------------------------- | --------------------------- |
| Carl Zeiss Jena     | dettagli | Jena                    | Ernst-Abbe-Sportfeld            | 6º in DDR-Oberliga          |
| BFC Dynamo          | dettagli | Berlino Est             | Friedrich-Ludwig-Jahn-Sportpark | Campione della Germania Est |
| Dinamo Dresda       | dettagli | Dresda                  | Rudolf-Harbig-Stadion           | 3º in DDR-Oberliga          |
| Energie Cottbus     | dettagli | Cottbus                 | Stadion der Freundschaft        | 1º in DDR-Liga (Gir. A)     |
| Hallescher          | dettagli | Halle                   | Kurt-Wabbel Stadion             | 5º in DDR-Oberliga          |
| Hansa Rostock       | dettagli | Rostock                 | Ostseestadion                   | 9º in DDR-Oberliga          |
| Karl-Marx-Stadt     | dettagli | Karl-Marx Stadt         | Stadion an der Gellertstraße    | 8º in DDR-Oberliga          |
| Lokomotive Lipsia   | dettagli | Lipsia                  | Zentralstadion                  | 2º in DDR-Oberliga          |
| Magdeburgo          | dettagli | Magdeburgo              | Ernst-Grube-Stadion             | 7º in DDR-Oberliga          |
| Rot-Weiß Erfurt     | dettagli | Erfurt                  | Steigerwaldstadion              | 12º in DDR-Oberliga         |
| Sachsenring Zwickau | dettagli | Zwickau                 | Westsachsenstadion              | 1º in DDR-Liga (Gir. B)     |
| Stahl Brandeburgo   | dettagli | Brandeburgo sulla Havel | Stadion der Stahlwerker         | 4º in DDR-Oberliga          |
| Union Berlino       | dettagli | Berlino Est             | Stadion An der Alten Försterei  | 11º in DDR-Oberliga         |
| Wismut Aue          | dettagli | Aue                     | Erzgebirgsstadion               | 10º in DDR-Oberliga         |

## Allenatori e primatisti
| Club                | Allenatore          | Calciatore più presente                        | Cannoniere                       |
| ------------------- | ------------------- | ---------------------------------------------- | -------------------------------- |
| Carl Zeiss Jena     | Lothar Kurbjuweit   | Perry Bräutigam (26)                           | Jürgen Raab (10)                 |
| BFC Dynamo          | Jürgen Bogs         | Frank Rohde, Bodo Rudwaleit, Andreas Thom (26) | Andreas Thom, Thomas Doll (13)   |
| Dinamo Dresda       | Eduard Geyer        | Torsten Gütschow, Frank Lieberam (26)          | Torsten Gütschow (17)            |
| Energie Cottbus     | Fritz Bohla         | Holger Fandrich, Jens Melzig, Frank Vogel (26) | Petrik Sander (10)               |
| Hallescher          | Karl Trautmann      | Giesbert Penneke (26)                          | Jan Rziha (7)                    |
| Hansa Rostock       | Werner Voigt        | Jens Kunath, Bernd Wunderlich (26)             | Volker Röhrich (10)              |
| Karl-Marx-Stadt     | Hans Meyer          | Hans Richte, Jens Schmidt (26)                 | Ulf Mehlhorn, Rico Steinmann (8) |
| Lokomotive Lipsia   | Hans-Ulrich Thomale | René Müller (26)                               | Olaf Marschall (12)              |
| Magdeburgo          | Joachim Streich     | Heiko Bonan (26)                               | Markus Wuckel (11)               |
| Rot-Weiß Erfurt     | Wilfried Gröbner    |                                                |                                  |
| Sachsenring Zwickau | Udo Schmuck         | Uwe Pohl, Reinhard Rother (25)                 | Reinhard Rother (5)              |
| Stahl Brandeburgo   | Peter Kohl          | Detlef Zimmer (26)                             | Frank Jeske (10)                 |
| Union Berlino       | Karsten Heine       | Olaf Seier (23)                                | René Adamczewski (5)             |
| Wismut Aue          | Ulrich Schulze      | 4 giocatori (26)                               | Harald Mothes (9)                |

## Classifica finale
|  | Pos. | Squadra             | Pt | G  | V  | N  | P  | GF | GS | MR  |
|  | ---- | ------------------- | -- | -- | -- | -- | -- | -- | -- | --- |
|  | 1.   | Dinamo Dresda       | 40 | 26 | 16 | 8  | 2  | 61 | 26 | +35 |
|  | 2.   | BFC Dynamo          | 32 | 26 | 12 | 8  | 6  | 51 | 32 | +19 |
|  | 3.   | Karl-Marx-Stadt     | 30 | 26 | 12 | 6  | 8  | 38 | 36 | +2  |
|  | 4.   | Hansa Rostock       | 29 | 26 | 12 | 5  | 9  | 34 | 31 | +3  |
|  | 5.   | Lokomotive Lipsia   | 28 | 26 | 11 | 6  | 9  | 39 | 26 | +13 |
|  | 6.   | Magdeburgo          | 28 | 26 | 11 | 6  | 9  | 35 | 30 | +5  |
|  | 7.   | Wismut Aue          | 28 | 26 | 10 | 8  | 8  | 35 | 35 | 0   |
|  | 8.   | Carl Zeiss Jena     | 27 | 26 | 11 | 5  | 10 | 35 | 24 | -11 |
|  | 9.   | Hallescher          | 25 | 26 | 8  | 9  | 9  | 36 | 38 | -2  |
|  | 10.  | Energie Cottbus     | 23 | 26 | 9  | 5  | 12 | 29 | 41 | -12 |
|  | 11.  | Stahl Brandeburgo   | 22 | 26 | 9  | 4  | 13 | 36 | 43 | -7  |
|  | 12.  | Rot-Weiß Erfurt     | 21 | 26 | 9  | 13 | 14 | 27 | 39 | -12 |
|  | 13.  | Sachsenring Zwickau | 16 | 26 | 6  | 4  | 16 | 25 | 49 | -24 |
|  | 14.  | Union Berlino       | 15 | 34 | 5  | 5  | 16 | 22 | 53 | -31 |

Legenda:
      Campione della Germania Est e qualificata in Coppa dei Campioni 1989-1990.
      Qualificate in Coppa UEFA 1989-1990
      Qualificata alla Coppa delle Coppe 1989-1990.
      Retrocesse in DDR-Liga 1989-1990
Regolamento:
Due punti a vittoria, uno a pareggio, zero a sconfitta.

## Statistiche

### Squadre

#### Classifica in divenire
| [ 8 ]               |    |    |    |    |    |    |    |    |    |     |     |     |     |     |     |     |     |     |     |     |     |     |     |     |     |     |
| [ 8 ]               | 1ª | 2ª | 3ª | 4ª | 5ª | 6ª | 7ª | 8ª | 9ª | 10ª | 11ª | 12ª | 13ª | 14ª | 15ª | 16ª | 17ª | 18ª | 19ª | 20ª | 21ª | 22ª | 23ª | 24ª | 25ª | 26ª |
| ------------------- | -- | -- | -- | -- | -- | -- | -- | -- | -- | --- | --- | --- | --- | --- | --- | --- | --- | --- | --- | --- | --- | --- | --- | --- | --- | --- |
| Carl Zeiss Jena     | 0  | 2  | 4  | 4  | 6  | 7  | 9  | 11 | 11 | 11  | 13  | 14  | 14  | 16  | 17  | 17  | 18  | 18  | 20  | 20  | 22  | 23  | 25  | 27  | 27  | 27  |
| BFC Dynamo          | 1  | 2  | 3  | 5  | 6  | 6  | 8  | 10 | 12 | 12  | 14  | 15  | 15  | 17  | 19  | 21  | 21  | 22  | 24  | 26  | 27  | 27  | 27  | 28  | 30  | 32  |
| Dinamo Dresda       | 2  | 4  | 4  | 6  | 8  | 10 | 12 | 14 | 16 | 18  | 20  | 22  | 24  | 25  | 26  | 28  | 28  | 29  | 31  | 33  | 34  | 35  | 36  | 37  | 38  | 40  |
| Energie Cottbus     | 2  | 2  | 3  | 3  | 5  | 5  | 7  | 7  | 9  | 9   | 9   | 11  | 11  | 11  | 12  | 14  | 16  | 16  | 18  | 18  | 18  | 18  | 19  | 20  | 22  | 23  |
| Hallescher          | 1  | 3  | 4  | 6  | 8  | 8  | 9  | 11 | 13 | 13  | 13  | 13  | 13  | 13  | 14  | 14  | 15  | 15  | 16  | 18  | 20  | 20  | 21  | 22  | 23  | 25  |
| Hansa Rostock       | 2  | 4  | 4  | 4  | 6  | 6  | 8  | 10 | 12 | 12  | 14  | 14  | 16  | 18  | 19  | 21  | 22  | 24  | 24  | 25  | 27  | 27  | 28  | 28  | 29  | 29  |
| Karl-Marx-Stadt     | 2  | 2  | 4  | 6  | 6  | 8  | 8  | 10 | 10 | 11  | 11  | 12  | 13  | 14  | 15  | 17  | 18  | 19  | 21  | 21  | 23  | 25  | 27  | 27  | 29  | 30  |
| Lokomotive Lipsia   | 0  | 0  | 1  | 2  | 4  | 4  | 4  | 6  | 8  | 10  | 12  | 14  | 16  | 16  | 17  | 19  | 19  | 19  | 19  | 20  | 21  | 22  | 24  | 26  | 26  | 28  |
| Magdeburgo          | 0  | 0  | 2  | 4  | 5  | 7  | 7  | 7  | 9  | 9   | 11  | 11  | 12  | 14  | 15  | 17  | 17  | 18  | 19  | 21  | 21  | 23  | 23  | 24  | 26  | 28  |
| Rot-Weiß Erfurt     | 0  | 2  | 4  | 4  | 4  | 6  | 6  | 6  | 6  | 8   | 8   | 8   | 9   | 10  | 10  | 11  | 13  | 15  | 17  | 17  | 19  | 19  | 19  | 21  | 21  | 21  |
| Sachsenring Zwickau | 0  | 0  | 0  | 0  | 0  | 0  | 2  | 2  | 2  | 4   | 4   | 6   | 6   | 7   | 9   | 9   | 9   | 11  | 13  | 13  | 14  | 15  | 15  | 15  | 16  | 16  |
| Stahl Brandeburgo   | 2  | 2  | 2  | 2  | 4  | 6  | 6  | 6  | 6  | 8   | 8   | 10  | 12  | 12  | 14  | 14  | 15  | 16  | 16  | 16  | 17  | 19  | 19  | 21  | 22  | 22  |
| Union Berlino       | 0  | 2  | 3  | 4  | 4  | 5  | 5  | 5  | 5  | 6   | 8   | 8   | 8   | 10  | 10  | 12  | 14  | 14  | 14  | 14  | 15  | 15  | 15  | 15  | 15  | 15  |
| Wismut Aue          | 2  | 3  | 4  | 6  | 6  | 8  | 9  | 9  | 11 | 11  | 13  | 13  | 13  | 14  | 14  | 14  | 14  | 16  | 18  | 19  | 21  | 23  | 24  | 25  | 26  | 28  |

### Classifiche di rendimento
| Andata              | Andata | Ritorno             | Ritorno |
|                     |        |                     |         |
| Dinamo Dresda       | 24     | BFC Dynamo          | 17      |
| Lokomotive Lipsia   | 16     | Karl-Marx-Stadt     | 17      |
| Hansa Rostock       | 16     | Dinamo Dresda       | 16      |
| BFC Dynamo          | 15     | Magdeburgo          | 16      |
| Carl Zeiss Jena     | 14     | Wismut Aue          | 15      |
| Hallescher          | 13     | Hansa Rostock       | 13      |
| Karl-Marx-Stadt     | 13     | Carl Zeiss Jena     | 13      |
| Wismut Aue          | 13     | Rot-Weiß Erfurt     | 13      |
| Magdeburgo          | 12     | Hallescher          | 12      |
| Stahl Brandeburgo   | 12     | Energie Cottbus     | 12      |
| Energie Cottbus     | 11     | Lokomotive Lipsia   | 12      |
| Rot-Weiß Erfurt     | 9      | Stahl Brandeburgo   | 10      |
| Union Berlino       | 8      | Sachsenring Zwickau | 10      |
| Sachsenring Zwickau | 6      | Union Berlino       | 7       |

| Casa                | Casa | Trasferta           | Trasferta |
|                     |      |                     |           |
| Dinamo Dresda       | 21   | Dinamo Dresda       | 19        |
| Hansa Rostock       | 21   | BFC Dynamo          | 16        |
| Karl-Marx-Stadt     | 20   | Lokomotive Lipsia   | 12        |
| Carl Zeiss Jena     | 19   | Hallescher          | 12        |
| Energie Cottbus     | 19   | Wismut Aue          | 11        |
| Magdeburgo          | 18   | Magdeburgo          | 10        |
| Wismut Aue          | 17   | Hansa Rostock       | 10        |
| Stahl Brandeburgo   | 17   | Hansa Rostock       | 8         |
| Rot-Weiß Erfurt     | 16   | Carl Zeiss Jena     | 8         |
| Lokomotive Lipsia   | 16   | Hansa Rostock       | 5         |
| BFC Dynamo          | 16   | Rot-Weiß Erfurt     | 5         |
| Hallescher          | 13   | Union Berlino       | 4         |
| Sachsenring Zwickau | 13   | Energie Cottbus     | 4         |
| Union Berlino       | 11   | Sachsenring Zwickau | 3         |

### Primati stagionali
Squadre
- Maggior numero di vittorie: Dinamo Dresda (16)
- Minor numero di sconfitte: Dinamo Dresda (2)
- Miglior attacco: Dinamo Dresda (61)
- Miglior difesa: Dinamo Dresda e Lokootive Lipsia (26)
- Miglior differenza reti: Dinamo Dresda (+35)
- Maggior numero di pareggi: Hallescher (9)
- Minor numero di vittorie: Union Berlino (5)
- Maggior numero di sconfitte: Sachsenring Zwickau e Union Berlino (16)
- Peggiore attacco:  Union Berlino (22)
- Peggior difesa: Union Berlino (53)
- Peggior differenza reti: Union Berlino (-31)

Partite
- Più gol (7):

Lokomotive Lipsia-Sachsenring Zwickau 7-2; 22 ottobre 1988

### Classifica marcatori
Nel corso del campionato sono state segnate 503 reti da 146 giocatori diversi, per una media di 2,76 a gara e 35,92 a squadra. Di seguito, la classifica dei marcatori.
| Gol | Rigori |  | Giocatore        | Squadra           |
| --- | ------ |  | ---------------- | ----------------- |
| 17  | 4      |  | Torsten Gütschow | Dinamo Dresda     |
| 14  |        |  | Ulf Kirsten      | Hallescher        |
| 13  | 3      |  | Thomas Doll      | BFC Dynamo        |
| 13  |        |  | Andreas Thom     | BFC Dynamo        |
| 12  |        |  | Olaf Marschall   | Lokomotive Lipsia |
| 11  |        |  | Marcus Wuckel    | Magdeburgo        |
| 11  |        |  | Damian Halata    | Lokomotive Lipsia |
| 10  |        |  | Frank Jeske      | Stahl Brandeburg  |
| 10  | 1      |  | Jürgen Raab      | Carl Zeiss Jena   |
| 10  |        |  | Volker Röhrich   | Hansa Rostock     |
| 10  | 1      |  | Petrik Sander    | Energie Cottbus   |
| 9   | 3      |  | Harald Mothes    | Wismut Aue        |